# ヴィリオ・ツオムポ

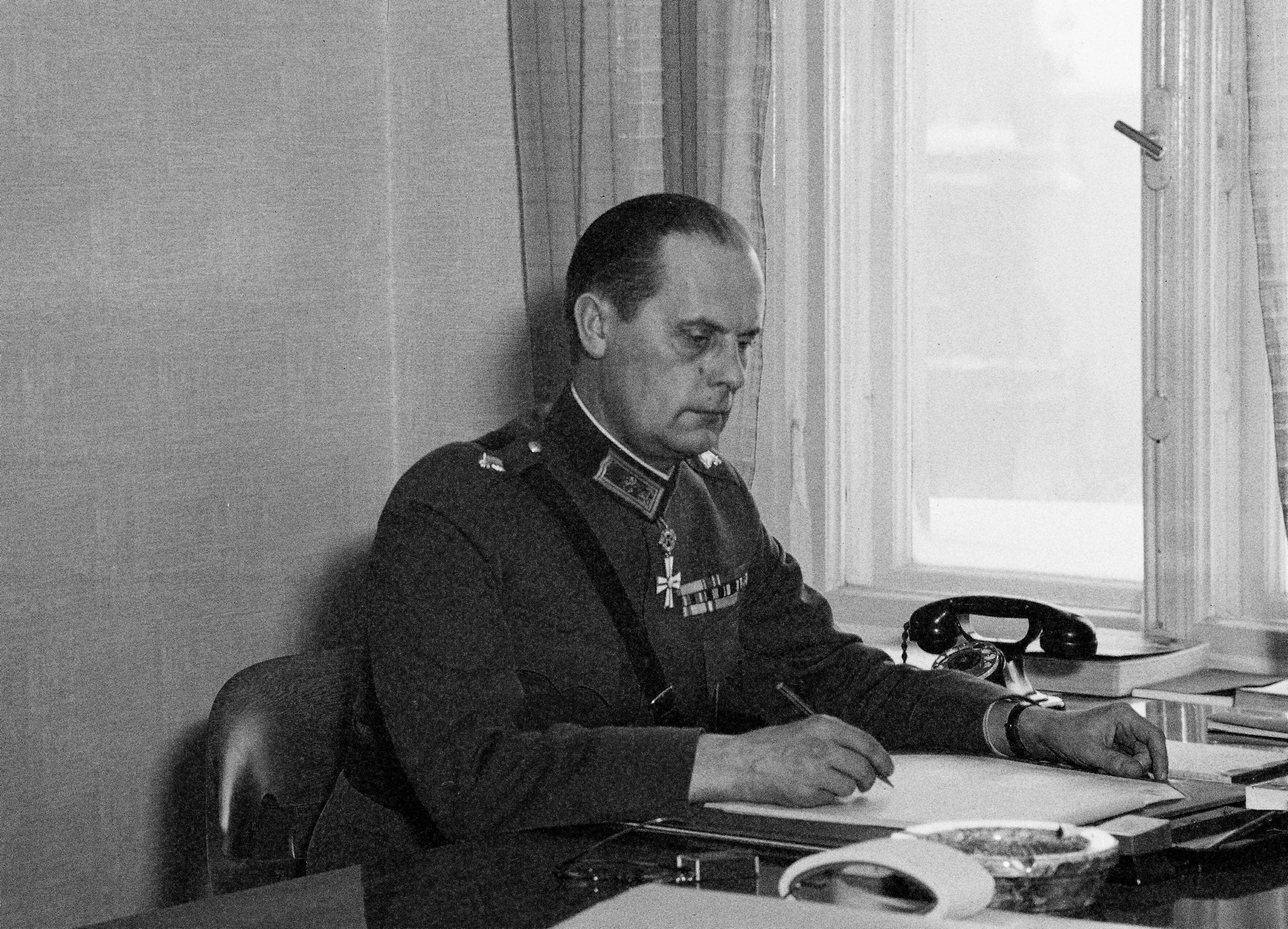

ヴィリオ・ツオムポ（Wiljo Einar Tuompo；1893年 – 1957年）は、フィンランドの軍人。中将。
1935年、国境警備隊司令官。冬戦争時、第1師団、「北フィンランド」作戦群を指揮。1940年～1941年、国境警備隊司令官に再任。
1941年～1944年、大本営指揮本部長。フィンランド軍の作戦計画立案に関して、カール・グスタフ・エミール・マンネルヘイムの側近となった。1941年と1942年に参謀総長を一時代行。1942年6月27日、マンネルハイムとアドルフ・ヒトラーの会見に随行した。